# Четири обележја Цркве
Четири обележја Цркве или Четири својства Цркве подразумијевају четири темељне карактеристике које се приписују Цркви коју је основао Исус Христос. Та четири својства су назначена у Никејско-цариградском симболу вере, где се за Цркву каже да је: „једна, света, саборна и апостолска“. На ова четири обележја се позивају све традиционалне цркве, као и остале хришћанске заједнице које такође признају еклисиологију изражену у симболу вере.
Четири обележја или својства Цркве су:
- јединство,[2]
- светост,[3]
- саборност,[4]
- апостолство.[5]